# آتلاکومالکو
آتلاکومالکو (به اسپانیایی: Atlacomulco) یک منطقهٔ مسکونی در مکزیک است که در ایالت مخیکو واقع شده‌است. آتلاکومالکو ۲۵۸٫۷۴ کیلومتر مربع مساحت و ۷۷٬۸۳۱ نفر جمعیت دارد و ۲٬۵۷۰ متر بالاتر از سطح دریا واقع شده‌است.